# Циприс, Бригитта
Бригитта Циприс (нем. Brigitte Zypries; род. 16 ноября 1953, Кассель) — немецкий юрист и политик, министр юстиции Германии (2002—2009), министр экономики и энергетики Германии (2017—2018).

## Биография
В 1972 году поступила в Гисенский университет, в 1978 году сдала первый государственный экзамен по юриспруденции, в 1980 году — второй, после стажировки в земельном суде Гиссена. Работала в Гисенском университете, в 1984 году стала докладчиком в Гессенской государственной канцелярии при социал-демократическом премьер-министре Хольгере Бёрнере. В 1988 году перешла в качестве научного сотрудника в Первый сенат федерального Конституционного суда. В 1991 году вступила в Социал-демократическую партию Германии (СДПГ) и была приглашена премьер-министром Нижней Саксонии Герхардом Шрёдером на должность референта конституционного права в Государственную канцелярию в Ганновере, где в 1995 году стала директором департамента.
В 1997 году Шрёдер назначил Бригитту Циприс статс-секретарём Министерства женщин, труда и социального обеспечения Нижней Саксонии, а в октябре 1998 года, став федеральным канцлером, перевёл её в Берлин на должность статс-секретаря федерального Министерства внутренних дел.
22 октября 2002 года при формировании второго правительства Шрёдера получила портфель министра юстиции Германии.
18 сентября 2005 года впервые избрана в Бундестаг от одномандатного избирательного округа Дармштадт.
22 ноября 2005 года сохранила должность министра юстиции при формировании коалиционного правительства Меркель.
Дважды получила германскую премию Большого Брата — в 2004 году за правоприменительную практику после решения суда об отказе от «большой прослушки» (широкомасштабного использования правоохранительными органами средств акустического и оптического контроля) и в 2007 году — за предложение в рамках директивы Евросоюза по хранению данных законопроекта о создании в Германии хранилища телекоммуникационных данных.
На парламентских выборах 27 сентября 2009 года одержала трудную победу в своём прежнем 186-м избирательном округе (Дармштадт), опередив кандидата от ХДС Андреаса Шторма на 86 голосов (0,1 %).
17 октября 2009 года при формировании второго правительства Меркель не была включена в его состав ввиду распада большой коалиции ХДС/ХСС и СДПГ.
В 2013—2017 годах являлась парламентским статс-секретарём министра экономики и энергетики Зигмара Габриэля по вопросам аэрокосмической промышленности.
27 января 2017 года, после неожиданного отказа Габриэля от борьбы за пост канцлера и перехода его на должность министра иностранных дел Германии, получила портфель министра экономики и энергетики в третьем правительстве Меркель. В июне 2016 года объявила о намерении завершить политическую карьеру и отказе от переизбрания в Бундестаг в 2017 году.
14 марта 2018 года сформировано четвёртое правительство Меркель, в котором Циприс не приняла участия.